# 洪智勳
洪智勳（：／ Hong Ji-hoon，1988年10月27日—）是大韩民国羽毛球男运动员。

## 簡歷
2010年11月，洪智勳代表韓國出戰廣州亞運會，參加羽毛球比賽的男子團體項目，奪得銀牌。
2013年7月，洪智勳代表韓國出戰俄羅斯喀山舉行的世界大學生運動會羽毛球比賽，贏得混合團體金牌和男子雙打銅牌。

## 主要比賽成績
只列出曾進入準決賽的國際賽事成績：
| 年份   | 賽事                     | 公開賽級別 | 項目     | 拍檔   | 成績 |
| ------ | ------------------------ | ---------- | -------- | ------ | ---- |
| 2011年 | 土耳其羽毛球國際賽       | 國際系列賽 | 男子單打 | －     | 冠軍 |
| 2012年 | 湯姆斯盃                 | 其他       | 男子團體 | －     | 亞軍 |
| 2013年 | 世界大學運動會羽毛球比賽 | 其他       | 混合團體 | －     | 金牌 |
| 2013年 | 世界大學運動會羽毛球比賽 | 其他       | 男子雙打 | 金基正 | 铜牌 |
| 2013年 | 韓國羽毛球黃金大獎賽     | 黃金大獎賽 | 男子單打 | －     | 亞軍 |

| 2007-2017年 | 首要超級賽 | 超級賽 | 黃金大獎賽 | 大獎賽 | 國際挑戰賽 | 國際系列賽 | 未來系列賽 | 其他 |

| 2018-2026年 | 總決賽 | 超級1000賽 | 超級750賽 | 超級500賽 | 超級300賽 | 超級100賽 | 國際挑戰賽 | 國際系列賽 | 未來系列賽 | 其他 |

### 奧運會和世錦賽參賽紀錄
|          | 2009 |
| -------- | ---- |
| 男子單打 | 64強 |